# Jackass Flats

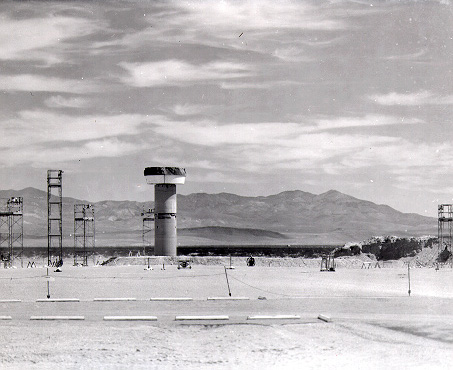
Prueba de misiles y contenedores simulados en Jackass Flats

Jackass Flats es una cuenca aluvial poco profunda ubicada en la parte suroeste del Emplazamiento de pruebas de Nevada en el Condado de Nye, Nevada. El área se encuentra al este de Yucca Mountain, al sur de Calico Hills y Shoshone Mountain y al noroeste de  Skull Mountain. El valle drena hacia el sudoeste a través de los desguaces de Tonopah y Fortymile en el valle de Amargosa a través de la ruta 95 de los Estados Unidos en la ciudad de Valle de Amargosa, Nevada. La planicie "flat" en inglés, cubre un área de aproximadamente 120 millas cuadradas (310 km²) y tiene una elevación de unos 2800 pies (850 m) justo al norte de la ruta 95 a 4000 pies (1200 m) en las bases de las montañas al norte y al este.
Se encuentra principalmente dentro del Área 25 y se extiende hasta el Área 14 y el Área 26.
Fue el sitio de prueba de los motores de cohetes de propulsión nuclear durante el proyecto Project Rover y NERVA.